# Bundesliga de 2005–06
A primeira divisão da Bundesliga de 2005–06 teve a participação de dezoito equipes. O campeão foi o Bayern de Munique.
O sistema de disputa foi o de pontos corridos, com três pontos atribuídos às vitórias, um aos empates e nenhum às derrotas. 
As três equipes que ficaram nas três últimas posições foram automaticamente despromovidas. O campeão também classifica-se automaticamente à fase de grupos da Liga dos Campeões da UEFA juntamente com o segundo colocado. O terceiro e o quarto colocado vão a Copa da UEFA, juntos com campeão da Copa da Alemanha. Se o campeão da Copa classificar-se à Liga dos Campeões, a vaga fica com o vice da Copa. Se ambos os finalistas se classificarem por meio do campeonato, a vaga passa a ser do sexto colocado na Bundesliga. Como o campeão da Copa foi o já classificado para a Liga dos Campeões Bayern Munique, a vaga para a Copa da UEFA foi do Eintracht Frankfurt, 14º colocado no campeonato. Apenas uma equipe alemã classificou-se à Copa Intertoto da UEFA.

## Classificação final
| Pos | Equipe              | J  | V  | E  | D  | GM | GS | SG  | Pts. |
| --- | ------------------- | -- | -- | -- | -- | -- | -- | --- | ---- |
| 1   | Bayern de Munique   | 34 | 22 | 9  | 3  | 67 | 32 | 35  | 75   |
| 2   | Werder Bremen       | 34 | 21 | 7  | 6  | 79 | 37 | 42  | 70   |
| 3   | Hamburgo            | 34 | 21 | 5  | 8  | 53 | 30 | 23  | 68   |
| 4   | Schalke 04          | 34 | 16 | 13 | 5  | 47 | 31 | 16  | 61   |
| 5   | Bayer Leverkusen    | 34 | 14 | 10 | 10 | 64 | 49 | 15  | 52   |
| 6   | Hertha Berlim       | 34 | 12 | 12 | 10 | 52 | 48 | 4   | 48   |
| 7   | Borussia Dortmund   | 34 | 11 | 13 | 10 | 45 | 42 | 3   | 46   |
| 8   | Nürnberg            | 34 | 12 | 8  | 14 | 49 | 51 | -2  | 44   |
| 9   | Stuttgart           | 34 | 9  | 16 | 9  | 37 | 39 | -2  | 43   |
| 10  | Mönchengladbach     | 34 | 10 | 12 | 12 | 42 | 50 | -8  | 42   |
| 11  | Mainz 05            | 34 | 9  | 11 | 14 | 46 | 47 | -1  | 38   |
| 12  | Hannover            | 34 | 7  | 17 | 10 | 43 | 47 | -4  | 38   |
| 13  | Arminia Bielefeld   | 34 | 10 | 7  | 17 | 32 | 47 | -15 | 37   |
| 14  | Eintracht Frankfurt | 34 | 9  | 9  | 17 | 42 | 51 | -9  | 36   |
| 15  | Wolfsburg           | 34 | 7  | 13 | 14 | 33 | 55 | -22 | 34   |
| 16  | Kaiserslautern      | 34 | 8  | 9  | 17 | 48 | 71 | -24 | 33   |
| 17  | Colônia             | 34 | 7  | 9  | 18 | 49 | 71 | -22 | 30   |
| 18  | MSV Duisburg        | 34 | 5  | 12 | 17 | 34 | 63 | -29 | 27   |

## Premiação
| 1. Fußball-Bundesliga 2005-2006          |
| Baviera                                  |
| ---------------------------------------- |
| BAYERN DE MUNIQUE Bicampeão (20º título) |

## Artilharia
| Posição | Jogador            | Time                | Golos marcados |
| ------- | ------------------ | ------------------- | -------------- |
| 1       | Miroslav Klose     | Werder Bremen       | 25             |
| 2       | Dimitar Berbatov   | Bayer Leverkusen    | 21             |
| 3       | Halil Altıntop     | Kaiserslautern      | 20             |
| 4       | Roy Makaay         | Bayern de Munique   | 17             |
| 5       | Róbert Vittek      | Nürnberg            | 16             |
| 6       | Ivan Klasnić       | Werder Bremen       | 15             |
| 7       | Michael Ballack    | Bayern de Munique   | 14             |
| 8       | Ebi Smolarek       | Borussia Dortmund   | 13             |
| 9       | Ioannis Amanatidis | Eintracht Frankfurt | 12             |
|         | Diego Klimowicz    | Wolfsburg           | 12             |
|         | Marcelinho Paraíba | Hertha Berlim       | 12             |
|         | Lukas Podolski     | Colônia             | 12             |
|         | Michael Thurk      | Mainz 05            | 12             |